# Timur Vermes
Timur Vermes (Nürnberg, Németország, 1967–) német újságíró, regényíró és műfordító.

## Élete és munkássága
Apja az 1956-os forradalom leverését követően menekült el Magyarországról, anyja német származású. A középiskola elvégzését követően Erlangenben tanult történelmet és politikát, majd újságíró lett. Bulvárlapokba írt, a müncheni Abendzeitungnak és a kölni Express-nek, valamint számos magazinnak. 2007 óta szellemíróként több könyvet is megjelentetett.
Első regénye egy politikai szatíra Nézd ki van itt címmel. Arról szól, hogy mi lenne, ha Adolf Hitler 2011-ben felébredne Berlin közepén egy üres telken, nem tudva, hogy évtizedek teltek el, majd televíziós karrierbe kezdene.
Miután a Frankfurti Könyvvásáron bemutatták a regényt, a Der Spiegel bestseller listájának élére került, ahogy a könyvből készített hangoskönyv is. 2012 szeptemberi megjelenésétől 2014 márciusáig a kötetből több mint 1,4 millió nyomtatott példányt és 520 ezer hangoskönyvet adtak el Németországban és 28 nyelvre fordították le.
2013 decemberében bejelentették, hogy Vermes regényét a Constantin Film és a Mythos Film koprodukciójában megfilmesítik. A film, melynek Vermes írta a forgatókönyvét, 2015. október 8-án kerül a mozikba. A főszerepben Oliver Masucci, rendezte David Wnendt.

## Művei
- München für Verliebte. Frankfurt, Societäts-Verlag, 2010. ISBN 978-3-7973-1189-4
- Er ist wieder da. Köln, Eichborn Verlag, 2012.[12] ISBN 978-3-8479-0517-2
- Die Hungrigen und die Satten. Köln, Eichborn Verlag, 2018. ISBN 978-3847906605

### Fordításai
- David Duchovny: Heilige Kuh. München, Wilhelm Heyne Verlag, 2015. ISBN 978-3-453-26989-7 (Holy Cow[13])

## Magyarul
- Nézd, ki van itt; ford. Nádori Lídia; Libri, Bp., 2013, ISBN 978-963-310-232-9

## Hangoskönyvek
- Nézd ki van itt. Budapest, Libri, 2013. CD MP3, ISBN 978-963-310-317-3 (Felolvasta: Scherer Péter.)
  - Németül: Er ist wieder da. Köln, Lübbe Audio, 2012. 6 CD, 411 perc, ISBN 978-3-7857-4741-4 (Felolvasta: Christoph Maria Herbst.)

## Fordítás
- Ez a szócikk részben vagy egészben  a   Timur Vermes című német Wikipédia-szócikk ezen változatának fordításán alapul.  Az eredeti cikk szerkesztőit annak laptörténete sorolja fel. Ez a jelzés csupán a megfogalmazás eredetét és a szerzői jogokat jelzi, nem szolgál a cikkben szereplő információk forrásmegjelöléseként.